# 末包伸吾
末包 伸吾（すえかね しんご）は、神戸大学大学院工学研究科建築学専攻・教授・博士（工学）、一級建築士。

## 経歴
- 1982年 大阪府立豊中高等学校卒業
- 1986年 神戸大学工学部建築学科卒業
- 1989年 ワシントン大学大学院建築・都市計画学部修了，建築学修士
- 1990年 神戸大学大学院工学研究科建築学専攻修了，工学修士
- 1990年-1994年 鹿島建設株式会社建築設計本部建築設計部
- 1994年- 神戸大学工学部建設（建築）学科助手，助教授，准教授
- 2009年 関西大学環境都市工学部建築学科教授
- 2014年- 神戸大学大学院工学研究科建築学専攻教授

## 主な授賞
- 1986年  第40回日本建築学会近畿地区建築系学科卒業設計コンクール入選
- 1989年  1988-89年度優秀学生表彰（ワシントン大学建築・都市計画学部）
- 1989年  アメリカ都市計画学会ワシントン支部・ワシントン都市計画学会共同表彰
- 1990年 日本建築学会　第1回優秀修士論文賞（日本建築学会）
- 1994年 鹿島建設株式会社　設計・エンジニアリング総事業本部本部長賞（鹿島建設株式会社）
- 2000年 SDレビュー2000入選
- 2003年 日本建築学会　作品選集入選（ABAX ARCHITECTSとの協働設計）（日本建築学会）
- 2005年-2008年 日本建築家協会優秀建築選2006，2007，2009入選（SIMPLEXとの協働設計）（日本建築家協会）
- 2021年 神戸市市営地下鉄三宮駅改修工事コンペ最優秀賞（安井建築設計事務所との協働設計）